# Kapela sv. Trojice, Skakovci
Kapela je v kraju Skakovci, spada v župnijo Cankova, ter občino Cankova.

## Iz zgodovine
Postavljena je bila leta 1832 v zahvalo, ker so bili vaščani obvarovani kolere, ki je razsajala po vsej takratni madžarski državi in zahtevala prek 200.000 žrtev. Takratni župnik Franc Bernjak, dekan Slovenske okrogline, je ob blagoslovitvi kapele v mašnem nagovoru to tudi povedal. 
Leta 1891 je bila dozidana in 1991 ponovno popolnoma obnovljena in škof dr. Franc Kramberger jo je ponovno blagoslovil. Kapela meri 7 m krat 3 m. Zidana je iz opeke, streha pa je dvokapna. Stolp je visok 10 m in je sedaj pokrit z bakreno pločevino. Oltar je lesen s portatilom in tabernakljem, nad katerim je slika Svete Trojice. Notranjščina in tudi zunanjščina kapele je poslikana s svetimi motivi. Slovesna »buča« s sveto mašo je na trojiško nedeljo - vsako leto. Za vzdrževanje kapele prispevajo katoliški in evangeličanski verniki. V njej je 80 kilogramov težek zvon, ki je sedaj tudi že na električni pogon.

## Arhitektura
Kapela je opečnata in neogotska. Ima dvonadstropni zvonik. Pokriva jo pločevinasta streha. Na njej je spominska plošča z letnico 1832 in posvetilo žrtvam kolere.
Kapela stoji v križišču cest v osrednjem delu vasi.